# Erlenkopf (Wasgau)
Der Erlenkopf ist ein 472,1 m ü. NHN hoher Berg innerhalb des Wasgaus, wie der südliche Teil des Pfälzerwaldes genannt wird.

## Geographie

### Lage
Der Erlenkopf befindet sich innerhalb der Waldgemarkung der Ortsgemeinde Eppenbrunn und ist Bestandteil der Wasserscheide zwischen Mosel und Oberrhein. An seinem Nordosthang entspringt die Sauer, die in diesem Bereich die Bezeichnung Grünbach trägt. An seiner Nordwestflanke entspringen mehrere Bäche, die zum Eppenbrunner Bach zusammenfließen und die Bestandteil des Naturschutzgebiets Quellbäche des Eppenbrunner Baches sind. Lediglich 100 Meter südlich des Berges verläuft die Grenze zwischen Deutschland und Frankreich.

### Naturräumliche Zuordnung
1. Großregion 1. Ordnung: Schichtstufenland beiderseits des Oberrheingrabens
2. Großregion 2. Ordnung: Pfälzisch-saarländisches Schichtstufenland
3. Großregion 3. Ordnung: Pfälzerwald
4. Region 4. Ordnung (Haupteinheit): Wasgau
5. Region 5. Ordnung: Südwestlicher Pfälzerwald bzw. Bitscher Waldniederung

## Charakteristika
Beim Erlenkopf handelt es sich um einen einsam gelegenen Kegelberg. Er umfasst ausgedehnte Mischwälder in Form von Buchen und Eichen. Am Nordwesthang befinden sich Rodungsflächen der Wüstung Erlenkopf. Der Gipfel ist auf Waldwegen nicht erreichbar. Geologisch gehört der Berg zu den sogenannten Rehberg-Schichten.

## Kultur
An seinem Nordwesthang befindet sich der Ritterstein 195, der die Aufschrift Ehemals Erlenkopfer-Hof trägt und auf den Standort besagter Wüstung verweist, die bis in die frühe Neuzeit hinein existierte.

## Verkehr und Tourismus
Der Berg ist südlicher Endpunkt eines Wanderwegs, der mit einem grünen Kreuz markiert ist und der bis nach Freinsheim verläuft. Möglicher Ausgangspunkt für Wanderungen stellt der Waldparkplatz „Eselssteige“ an der Landesstraße 478, die von Eppenbrunn nach Fischbach bei Dahn führt.